# Keith Flint
Keith Charles Flint (Braintree (Essex), 17 september 1969 – Great Dunmow, 4 maart 2019) was een Brits musicus. Hij was de zanger en voorman van de Britse dancegroep The Prodigy.

## Jeugd
Flint is geboren in Braintree, een dorpje in het Britse graafschap Essex. Hij ging naar school op het Alec Hunter Humanities College. Ook bandlid Liam Howlett van The Prodigy ging naar deze school, maar omdat ze niet in hetzelfde schooljaar zaten, ontmoetten ze elkaar pas toen ze de school verlaten hadden.

## Muzikale carrière
Eind jaren 1980 ontmoet hij dj Liam Howlett in een raveclub en toont hij zijn waardering voor Howletts muziek. Flint benaderde hem om te vragen of Howlett enkele nummers voor hem kon mixen. Howlett deed het en gaf Keith een cassette. Toen Keith en Leeroy Thornhill ernaar geluisterd hadden, draaiden ze de cassette om naar de B-kant te luisteren. Daar stonden enkele nummers van Howlett zelf op. Keith en Thornhill waren onder de indruk en vroegen aan Howlett of hij op een podium wilde spelen met Flint en Thornhill als dansers. Liam ging akkoord en The Prodigy (waarschijnlijk genoemd naar de "Moog Prodigy", een synthesizer van Liam) was geboren. Oorspronkelijk was hij alleen danser, maar in 1996 zong hij voor Liam het nummer Firestarter in. De videoclip van dat nummer toonde Flints nieuwe punklook. Deze trend zette zich voort bij de volgende Prodigy single Breathe, waar hij eveneens de hoofdzang had. Het album The Fat of the Land bevatte meer nummers met Flints zang. In 2002 kwam de single Baby's Got a Temper uit. Het nummer was sterk beïnvloed door Flints punkstijl, waardoor Howlett het nummer niet meer beschouwde als een Prodigy nummer. Op het volgende Prodigy album, Always Outnumbered, Never Outgunned (2004) zong Flint helemaal niet, alhoewel hij een nummer zong op de Hotride single.
Flint heeft zich ook beziggehouden met andere projecten zoals de bands Flint en Clever Brains Frying, maar deze projecten leidden niet tot grote successen.

## Persoonlijk
Flint was herkenbaar aan zijn punky kleren, make-up en haarstijl (waarvan de kleur vaak veranderde). Zijn stemgeluid klonk erg punk en deed denken aan andere punkbands als Sex Pistols. Op de ochtend van 4 maart 2019 werd hij dood aangetroffen in zijn woning. Hij werd 49 jaar oud. Volgens diverse bronnen was er sprake van zelfdoding. Volgens het rapport van de lijkschouwer was hier echter niet voldoende bewijs voor.